# بوني إكسبرس

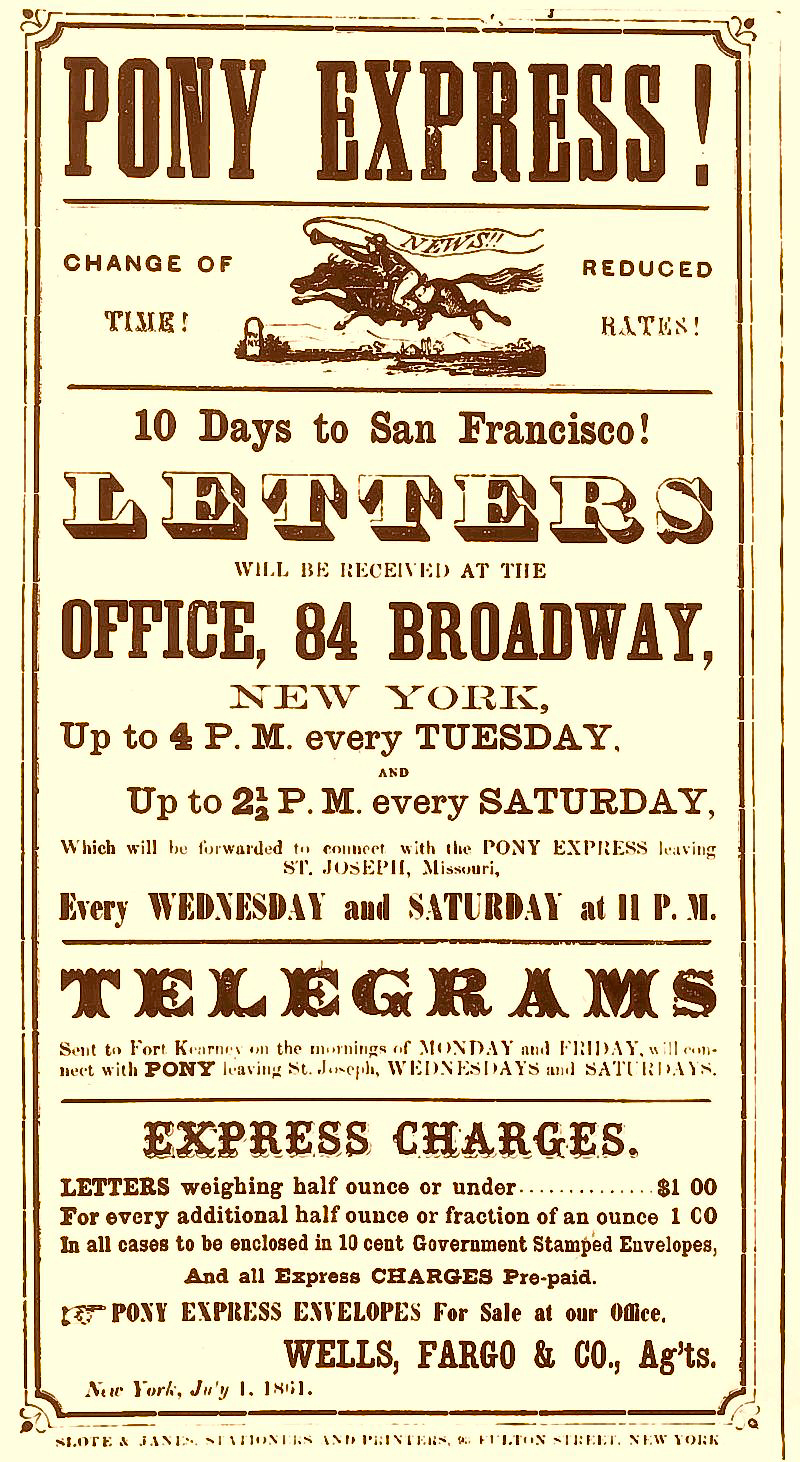
ملصق بوني إكسبرس

بوني إكسبرس (بالإنجليزية: Pony Express)‏ هي خدمة بريد لإيصال الرسائل والصحف والبريد والطرود البريدية الصغيرة من سانت جوزيف بولاية ميزوري، عبر السهول العظمى، فوق جبال روكي وسييرا نيفادا إلى سكرامنتو بولاية كاليفورنيا، باستعمال الخيل، وذلك باستخدام سلسلة من محطات التقوية. خلال 18 شهرا من عملها، تم تقليل الوقت للرسائل بالسفر بين المحيط الأطلسي وسواحل المحيط الهادئ إلى نحو 10 أيام.
من 3 أبريل 1860، إلى أكتوبر عام 1861، أصبح من أكثر وسائل للاتصال بين الشرق والغرب قبل التلغراف وكان حيويا لربط الدولة الجديدة كاليفورنيا مع بقية الولايات المتحدة.

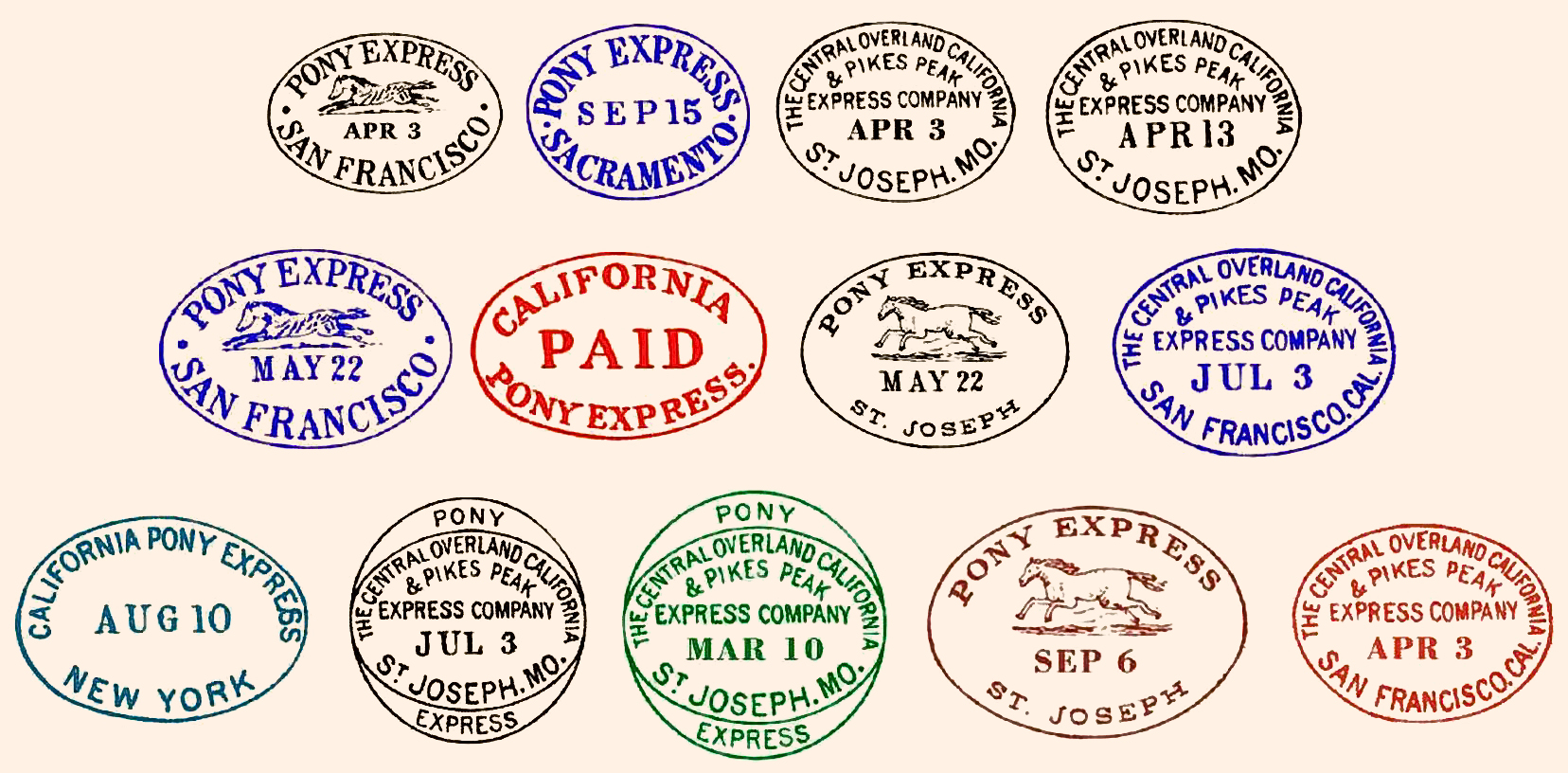
أختام بوني إكسبرس